# Pfarrkirche Münichsthal

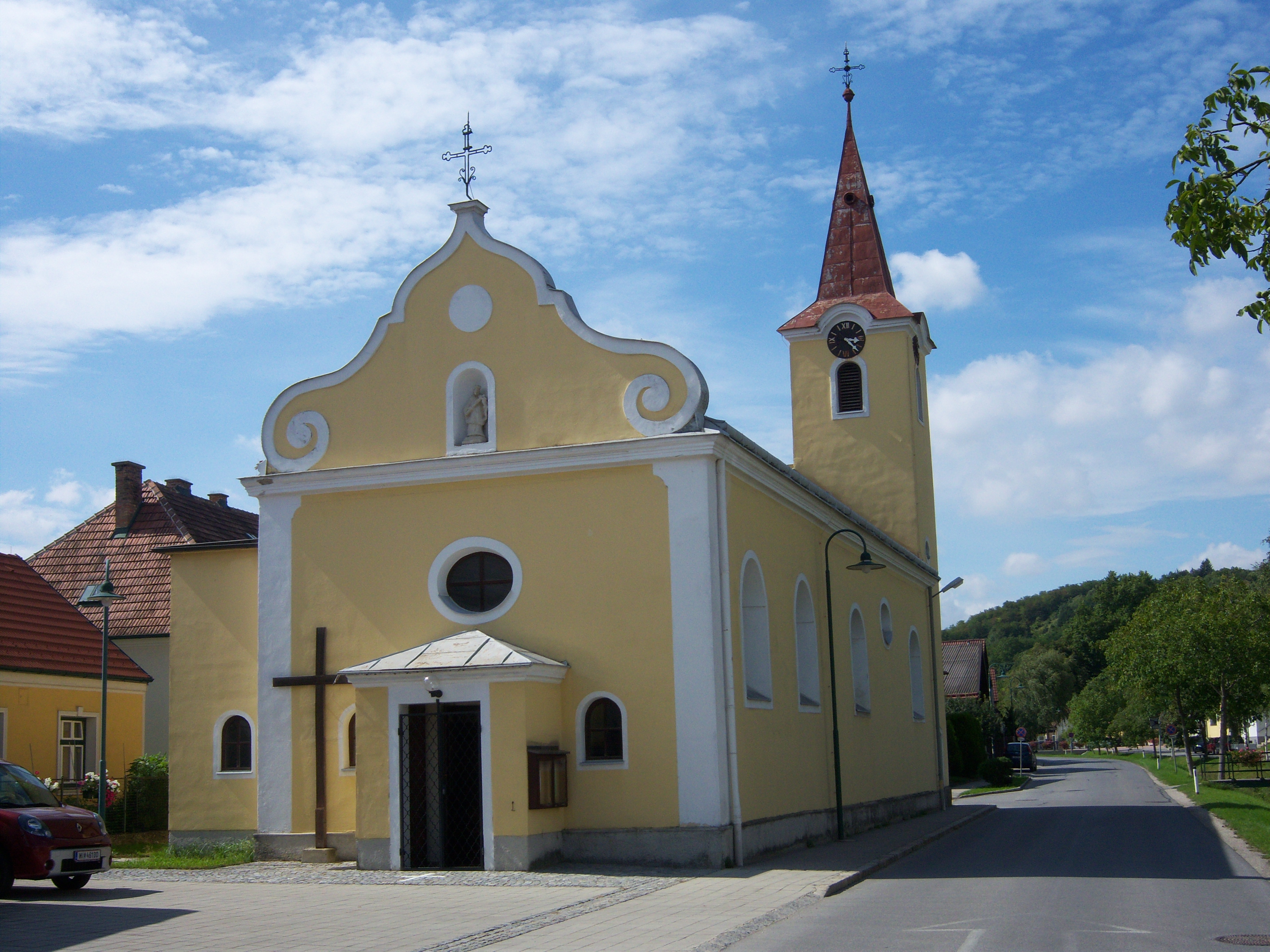
Kath. Pfarrkirche hl. Johannes Nepomuk in Münichsthal

Die römisch-katholische Pfarrkirche Münichsthal steht im Zentrum der Ortschaft Münichsthal in der Gemeinde Wolkersdorf im Weinviertel im Bezirk Mistelbach in Niederösterreich. Sie ist dem heiligen Johannes Nepomuk geweiht und gehört zum Dekanat Wolkersdorf im Vikariat Unter dem Manhartsberg der Erzdiözese Wien. Die Kirche steht unter Denkmalschutz.

## Geschichte
Die Kirche wurde 1737 errichtet. 1907 wurde sie mit einem niedrigeren Anbau im Südwesten erweitert. Seit 1958 ist sie eine eigenständige Pfarrkirche; davor gehörte sie zur Pfarre Ulrichskirchen.

## Baubeschreibung
Die Kirche ist ein schlichter, barocker Saalbau mit einem Satteldach und einem Turm mit geknicktem Spitzhelm im Norden. Die Kirche ist nach Nordwesten ausgerichtet. Die Eingangsfassade im Südosten wird von einem Volutengiebel bekrönt. Die Fassade wird durch Ecklisenen, Rundbogenfenster und ein umlaufendes, profiliertes Traufgesims gegliedert.

## Ausstattung
Der Innenraum hat eine Flachdecke. Der Hauptaltar ist ein barocker Retabelaltar mit einem Dreieckgiebel und seitlichen Pilastern. Das Altarblatt zeigt den heiligen Johannes Nepomuk. Außerdem ist der Grundstein mit der Inschrift „1737“ zu sehen. Die Orgel aus 1919 mit 8 Registern wurde von Johann M. Kauffmann gebaut.